# 마왕님 리트라이!
《마왕님, 리트라이!》(일본어: 魔王様、リトライ!)은 칸자키 쿠로네가 원작한 일본의 판타지 소설이다. 2016년 10월 10일부터 일본의 소설 투고 사이트 《소설가가 되자》에 연재가 되었으며, 2017년부터 후타바샤의 몬스터 문고(문고판), M노벨스(신장판)에서 출간 중이다.

후에 애니메이션화가 되었지만 작화가 붕괴되어
마왕님 리타이어(사망)이라고도 부른다.